# 土浦郵便局
土浦郵便局（つちうらゆうびんきょく）は茨城県土浦市にある郵便局。民営化前の分類では集配普通郵便局であった。

## 概要
住所：〒300-8799 茨城県土浦市城北町2-21

### 旧・併設施設
- かんぽ生命保険土浦支店 - 2018年（平成30年）に桜町四丁目へ移転[1]

## 沿革

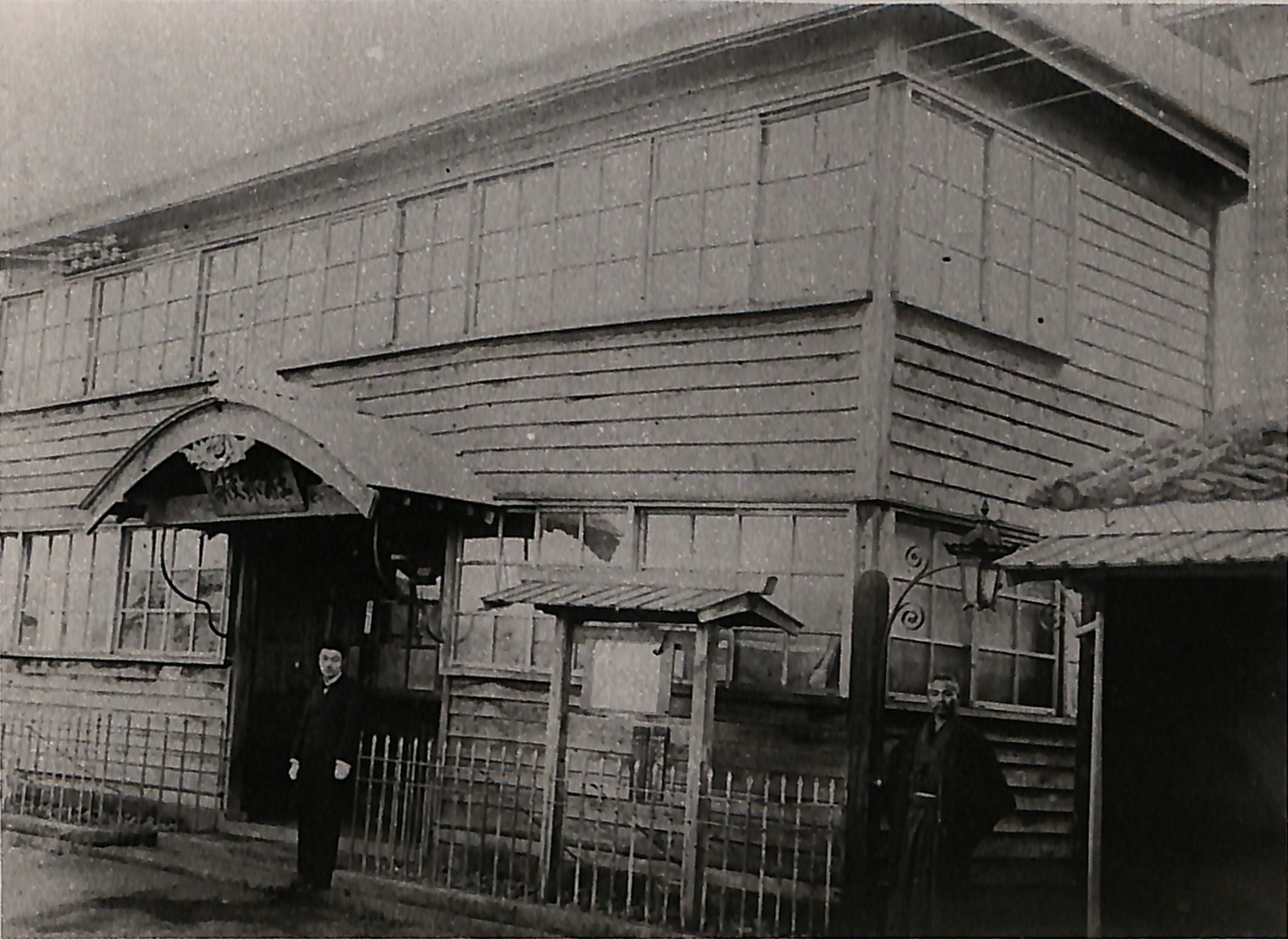
1928年（昭和3年）まで利用された土浦郵便局舎

- 1872年8月4日（明治5年7月1日） - 土浦郵便取扱所として開設[2]。
- 1873年（明治6年） - 土浦郵便役所となる。
- 1875年（明治8年）1月1日 - 土浦郵便局（二等）となる。翌日より為替取扱を開始。
- 1878年（明治11年）10月 - 貯金取扱を開始。
- 1890年（明治23年）10月16日 - 土浦郵便電信局となる。
- 1903年（明治36年）4月1日 - 通信官署官制の施行に伴い土浦郵便局となる。
- 1928年（昭和3年） - 土浦町字内西町（現・土浦市中央一丁目）から土浦町字本町（現・土浦市中央一丁目）に移転[3]。
- 1937年（昭和12年）3月 - 新局舎が竣工し、土浦町字本町から土浦町字川口町（現・土浦市川口一丁目）に移転[3]。
- 1967年（昭和42年）11月20日 - 土浦市川口町から同市寺町（現・城北町）に移転[4]。
- 1987年（昭和62年） - 局舎改築落成。
- 1992年（平成4年）8月3日 - 外国通貨の両替および旅行小切手の売買に関する業務取扱を開始。
- 2003年（平成15年）3月24日 - 土浦南郵便局から集配業務の一部[5]を移管。
- 2006年（平成18年）9月11日 - 藤沢郵便局から集配業務を移管[6]。
- 2007年（平成19年）10月1日 - 民営化に伴い、併設された郵便事業土浦支店、かんぽ生命保険土浦支店に一部業務を移管。
- 2012年（平成24年）10月1日 - 日本郵便株式会社発足に伴い、郵便事業土浦支店を土浦郵便局に統合。
- 2018年（平成30年）7月17日 - 併設のかんぽ生命保険土浦支店を桜町四丁目3番20号（大樹生命土浦ビル）へ移転[1]。

## 取扱内容

### 土浦郵便局
- 郵便、印紙、ゆうパック、内容証明
- 貯金、為替、振替、振込、国際送金、外貨両替・トラベラーズチェック、国債、投資信託
- 生命保険、バイク自賠責保険、自動車保険、変額年金保険、がん保険、引受条件緩和型医療保険
- ゆうちょ銀行ATM
- 茨城県西南部（郵便番号の上2桁が30の地域）あての郵便物を配達局ごとに区分する業務（地域区分局）
  - ただし常総市に立地する日本郵便東日本物流センター（〒137-8992）は新東京郵便局の管轄。
- 土浦市内の集配業務
- ゆうゆう窓口

### かんぽ生命保険土浦支店
- 個人向け窓口業務は、郵便局が代理店として行う。

## 周辺
- 土浦税務署
- 筑波銀行本店（旧：関東つくば銀行本店）
- 亀城公園（土浦城跡）
- つくば国際大学高等学校
- 国道354号

## アクセス
- JR常磐線 土浦駅から徒歩約15分
- 関東鉄道バス 土浦局前停留所下車
- 常磐自動車道 土浦北ICから南へ約4km、桜土浦ICから北東へ約7km
- 駐車場あり：25台